# Papiers Fraser
Papiers Fraser Inc.  ou Fraser Papers Inc. en anglais, est une société canadienne active dans le secteur des pâtes et papiers. Son siège social est établi à Toronto (Ontario). Elle se spécialise principalement dans la production de papier journal, de papiers de spécialité techniques et de papiers d’impression et d’écriture.
Le titre était coté à Toronto avec le code FPS.

## Description
Fraser est une filiale du groupe Norford. Elle est devenue une société publique, inscrite à la bourse de Toronto en 2004. En 2005, elle a réalisé un chiffre d'affaires de 918 millions $US et des pertes nettes de 29 millions $.
Fraser emploie 3 700 employés dans ses usines de pâte et papier en Amérique du Nord situées à Madawaska et Millinocket (Maine), à Berlin et Gorham (New Hampshire), à Thurso (Québec) et à Edmundston (Nouveau-Brunswick). Elle exploite deux scieries au Nouveau-Brunswick — à Plaster Rock et Juniper (Nouveau-Brunswick) — et une scierie au Maine. Papiers Fraser gère des terres forestières d'une superficie de plus de 8 000 km² et opère sa propre pépinière.
Fait unique au monde, l'usine de pâte à papier d'Edmundston est reliée par un pipeline qui transporte la pâte au moulin à papier situé de l'autre côté de la frontière internationale, à Madawaska.

## Histoire
En mars 2010 Papiers Fraser de Thurso est vendue à une entreprise britanno-colombienne. Fortress Specialty Cellulose qui se porte acquéreur de l'usine pour la somme de 3 millions de dollars.